# 宝塚医療大学
宝塚医療大学（たからづかいりょうだいがく、英語: Takarazuka University of Medical and Health Care、公用語表記: 宝塚医療大学）は、兵庫県宝塚市花屋敷緑ガ丘1に本部を置く私立大学。2000年創立、2010年大学設置。
理学療法士、柔道整復師、鍼灸師の養成に主眼を置いている。設置者は学校法人平成医療学園。

## 沿革
- 2010年10月 - 設置認可。
- 2011年4月 - 宝塚医療大学開学
- 2011年6月 - 学内に附属治療院開設
- 2020年4月 - 和歌山保健医療学部リハビリテーション学科 開設
- 2022年4月 - 和歌山保健医療学部看護学科  開設
- 2023年4月 - 沖縄県・宮古島の城辺中学校跡地を利用し、観光学部を新設。[2]
- 2023年4月 - 保健医療学部（梅田キャンパス）に口腔保健学科を新設。[3]
- 2024年4月 - 観光学部を開設

## 学部学科
- 保健医療学部
  - 理学療法学科
  - 柔道整復学科
  - 鍼灸学科
  - 口腔保健学科
- 和歌山保健医療学部
  - リハビリテーション学科
    - 理学療法学専攻
    - 作業療法学専攻

  - 看護学科
- 観光学部
  - 観光学科

## キャンパス

### 宝塚キャンパス
- 保健医療学部

### 和歌山キャンパス
- 和歌⼭保健医療学部（旧 和歌山看護専門学校）

### 大阪豊崎キャンパス
- 介護福祉別科
- 留学生別科

### 東京キャンパス
- 留学生別科

### 宮古島キャンパス
- 観光学部（1年次のみ。2年次以降は新設の尼崎キャンパス）